# 文笔山
文笔山是中國廣西柳州市第一高山，为柳州八景之笔峰耸翠观赏地。
明代徐霞客游柳所描写：“自柳郡西北，两岸山土石间妯，土地迤逦间，忽石峰数十，挺立成队。”“所异于阳塑桂林者，彼则四顾皆石峰，无一土山杂，此则如锥处囊中，尤觉有脱颖之异。”
根据清朝乾隆时期《马平县志》记载。柳州古代八景分别是南潭鱼跃、天马腾空、笔峰耸翠、鹅山飞瀑、罗池夜月、东台返照、驾鹤晴岚、龙壁回澜。明朝崇祯七年（1637年）著名旅行家徐霞客曾在柳州寻访“罗池夜月”，说明柳州八景得名应不晚于明代中期。